# Мюнвиллер
Мюнвиллер (фр. Munwiller) — коммуна на северо-востоке Франции в регионе Гранд-Эст (бывший Эльзас — Шампань — Арденны — Лотарингия), департамент Верхний Рейн, округ Тан — Гебвиллер, кантон Энсисем. До марта 2015 года коммуна в составе кантона Энсисем административно входила в округ Гебвиллер.
Площадь коммуны — 6,74 км², население — 488 человек (2006) с тенденцией к стабилизации: 468 человек (2012), плотность населения — 69,4 чел/км².

## Население
Численность населения коммуны в 2011 году составляла 462 человека, а в 2012 году — 468 человек.
| 1962 | 1968 | 1975 | 1982 | 1990 | 1999 | 2005 | 2006 | 2008 | 2010 | 2011 | 2012 |
| ---- | ---- | ---- | ---- | ---- | ---- | ---- | ---- | ---- | ---- | ---- | ---- |
| 247  | 247  | 229  | 236  | 367  | 436  | 487  | 488  | 480  | 456  | 462  | 468  |

Динамика населения:

## Экономика
В 2010 году из 324 человек трудоспособного возраста (от 15 до 64 лет) 247 были экономически активными, 77 — неактивными (показатель активности 76,2 %, в 1999 году — 80,2 %). Из 247 активных трудоспособных жителей работали 238 человек (121 мужчина и 117 женщин), 9 числились безработными (двое мужчин и 7 женщин). Среди 77 трудоспособных неактивных граждан 28 были учениками либо студентами, 32 — пенсионерами, а ещё 17 — были неактивны в силу других причин.
На протяжении 2011 года в коммуне числилось 180 облагаемых налогом домохозяйств, в которых проживало 458 человек. При этом медиана доходов составила 25346 евро на одного налогоплательщика.

## Достопримечательности (фотогалерея)

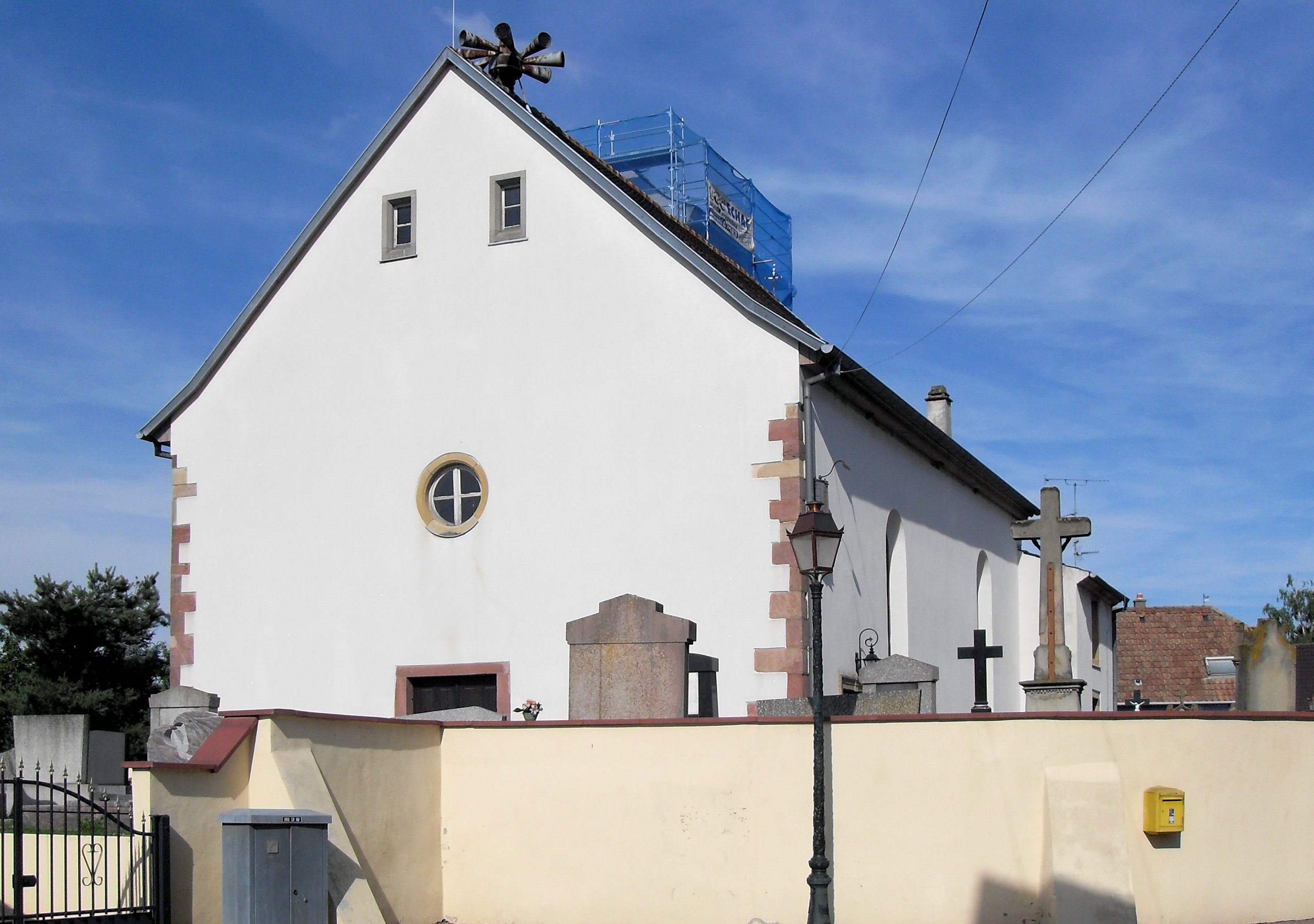
Церковь
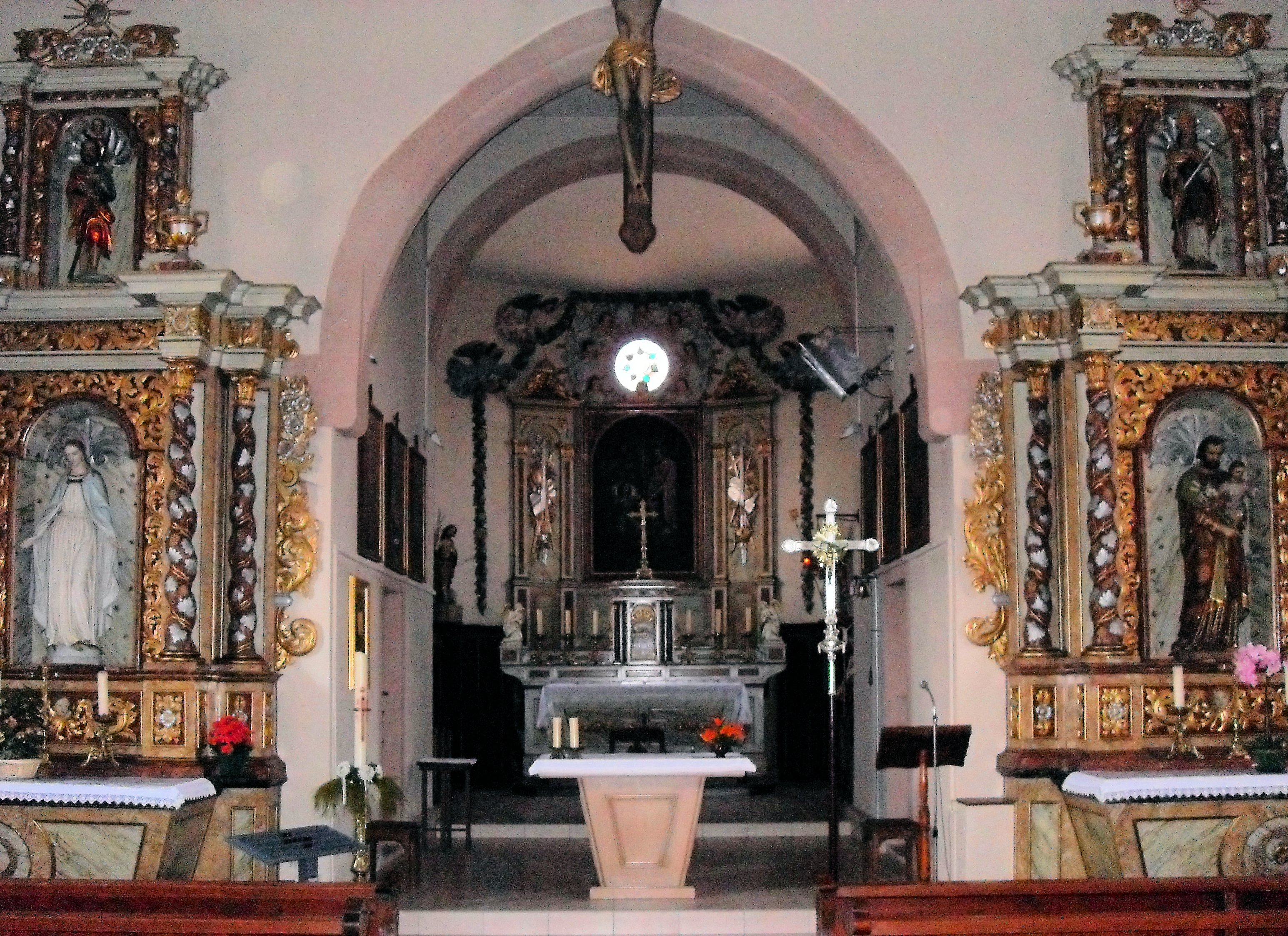
Интерьер